# نورمان فيرغسون
نورمان فيرغسون هو لاعب هوكي الجليد كندي، ولد في 16 أكتوبر 1945 في سيدني ‏ في كندا.

## وصلات خارجية
- نورمان فيرغسون على موقع دوري الهوكي الوطني (الإنجليزية)
- نورمان فيرغسون على موقع قاعة مشاهير الهوكي (لاعب أن.إتش.أل) (الإنجليزية)
- نورمان فيرغسون على موقع EliteProspects.com (الإنجليزية)
- نورمان فيرغسون على موقع HockeyDB.com (الإنجليزية)
- نورمان فيرغسون على موقع Hockey-Reference.com (الإنجليزية)